# Pierre Corbu
Pour les articles homonymes, voir Corbu (homonymie).
Pierre Corbu, né le 6 février 1902 à Levallois-Perret et mort le 10 décembre 1927 près de l'aérodrome du Bourget, est un aviateur. Coéquipier avec le pilote Givon, il formait avec lui une équipe sur l'oiseau bleu dans une tentative infructueuse pour relier Paris à New-York. Il meurt à l'âge de 25 ans avec son mécanicien lors d'un essai en vol.

## Biographie
Pierre Corbu est né le 6 février 1902 à Levallois-Perret. Il a étudié au collège Chaptal puis à Étampes. 
Le 5 août 1920 il passe son brevet de pilote, il avait auparavant servi sous les ordres du colonel Villemin avant de partir deux ans en Syrie sous les ordres du colonel Denain.
Il est rendu à la vie civile en 1924. Il pilote sur la ligne Paris-Amsterdam.
Dans une tentative de traversée de l'Atlantique, le pilote Givon lui propose d'être son coéquipier à bord de l'oiseau bleu. Il meurt le 10 décembre 1927 vers 11 H 45 du matin avec son mécanicien Lacoste au cours d'un vol d'essai sur un nouvel appareil équipé d'un moteur de 400 cv. Son appareil chute alors qu'il se trouve au-dessus du territoire de la commune de Dugny, de Bonneuil-en-France, ou encore au Bourget.
Il avait près de 1 800 heures de vol. Marié, il était père d'une petite fille.